# Моя безумная семья!
«Моя безу́мная семья́!» — российская комедия 2011 года режиссёра и сценариста Рената Давлетьярова об очень разных семьях.

## Сюжет
Костя (Иван Стебунов) отчаянно хочет встретить девушку, которая сумеет найти взаимопонимание с его странной семьёй, однако все попытки познакомить свою очередную избранницу с родителями всегда оборачиваются для него скандальным расставанием, обычно сопровождаемым рукоприкладством.
Отец Кости, Виктор Сергеевич, учёный-энтомолог (Андрей Панин), любит сравнивать девушек сына с различными представителями животного мира, особенно с насекомыми или паукообразными, причём тут же их демонстрирует и пытается дать подержать. Мама, Алла Леонидовна, работающая тренером по дзюдо (Анна Ардова), постоянно вслух настаивает, что любая из них просто хочет поскорее выйти замуж. Сестра Катя (Александра Гуркова) очень любит каждой новой Костиной девушке перечислять вслух всех его предыдущих подруг, с деталями и подробностями. Мрачный кавказский дедушка, мамин отец (Элгуджа Бурдули), всегда молчит, но нагоняет страху одним своим видом.
После Светы, Оли, Ани и Гали Костя встречает Вику (Аглая Шиловская) — ту единственную, которая оказывается ему дороже всех на свете. Костя принимает решение никогда не знакомить Вику со своими родными.
После года серьёзных отношений Костя покупает кольцо. Вика представляет Костю своим родителям и объявляет, что намерена выйти за него замуж, но как скоро состоится их свадьба, зависит только от Кости — сначала Вика хочет познакомиться с его семьей.
Бронислав Петрович (Леонид Ярмольник) и Лидия Николаевна (Мария Шукшина), родители Вики, совершенно не готовы влиться в семью претендента на руку их дочери. А у Максима, правой руки Бронислава в его связанном с морепродуктами бизнесе (Вячеслав Манучаров), все личные бизнес-планы завязаны на Вику.
Костя — помощник режиссёра на съёмках рекламных роликов. Последняя его работа — реклама майонеза «Доярушкино счастье», в которой, согласно сценарию, фигурирует большая счастливая семья. Приятелю Кости, реквизитору съёмочной группы Стасу (Павел Прилучный), приходит в голову отличная идея: пусть Костиных родственников изобразят актёры, снимающиеся в той самой рекламе (Андрей Ургант, Лариса Удовиченко и Ольга Орлова). Актёры тихо ненавидят друг друга, но они — профессионалы, сыграть дружную семью для них «не проблема».

## В ролях
| Актёр               | Роль                                                                           |
| ------------------- | ------------------------------------------------------------------------------ |
| Иван Стебунов       | Костя Муравейников                                                             |
| Андрей Панин        | Виктор Сергеевич отец Кости                                                    |
| Анна Ардова         | Алла Леонидовна мать Кости                                                     |
| Александра Гуркова  | Катя сестра Кости                                                              |
| Элгуджа Бурдули     | дедушка Кости                                                                  |
| Аглая Шиловская     | Вика                                                                           |
| Леонид Ярмольник    | Бронислав Петрович отец Вики                                                   |
| Мария Шукшина       | Лидия Николаевна мать Вики                                                     |
| Андрей Ургант       | Виктор Волынцев фальшивый «папа Кости», заслуженный артист Республики Мордовия |
| Лариса Удовиченко   | Людмила Топешко актриса, фальшивая «мама Кости»                                |
| Ольга Орлова        | Клавдиева актриса, фальшивая «сестра Кости»                                    |
| Павел Прилучный     | Стас Подземельный друг Кости                                                   |
| Вячеслав Манучаров  | Максим помощник Бронислава Петровича                                           |
| Агата Муцениеце     | Света                                                                          |
| Александр Стриженов | режиссёр рекламного ролика                                                     |
| Гоша Куценко        | гаишник                                                                        |

## История создания
Автор сценария Юрий Коротков по мотивам оригинального сценария «We Are Family» Дэниэла Шера и Виктора Левина.
Фильм стал режиссёрским дебютом Рената Давлетьярова. Раньше он занимался продюсированием проектов.